# Кутузовская (станция метро)
«Куту́зовская» — станция Филёвской линии Московского метрополитена. Расположена между станциями «Студенческая» и «Фили».

## История и происхождение названия
Была открыта 7 ноября 1958 года в составе участка «Киевская» — «Кутузовская», после открытия которого (и одновременного повторного открытия участка «Калининская» — «Киевская») в Московском метрополитене стало 53 станции. Получила название по Кутузовскому проспекту, который в свою очередь назван в честь главнокомандующего российской армии и героя Отечественной войны 1812 года Михаила Илларионовича Кутузова.

### Реконструкция
С 18 октября 2017 года по 9 апреля 2018 года проходил ремонт станции, платформа была закрыта для поездов, следующих в центр. С 9 апреля по 1 июня 2018 года была закрыта на ремонт платформа по I пути; поезда, следовавшие из центра, проезжали станцию без остановки.

## Вестибюли и пересадки
Станция имеет два вестибюля в виде остеклённых павильонов по обе стороны Кутузовского проспекта. Они же служат переходом между платформами и пересадкой на одноимённую платформу МЦК.
С 18 февраля по 6 мая 2017 года северный вестибюль станции был закрыт на ремонт. За это время была произведена реконструкция и перепланировка, осуществлены работы по укреплению несущих конструкций, остеклению, монтажу новых турникетов и касс.
После создания станции Кутузовская для линии МЦД-4 на неё тоже осуществляется пересадка.
| - Северный вестибюль внутри до начала реконструкции - Лестница на платформу - Северный вестибюль до начала реконструкции - Южный вестибюль после реконструкции |

## Архитектура и оформление
Станция располагается под пролётом Можайского путепровода Кутузовского проспекта. Конструкция станции — наземная с боковыми платформами. Из-за прохождения поблизости путей Малого кольца МЖД платформы станции расположены в кривой, а в районе северного вестибюля пути идут под уклон, а после станции проходят под МК МЖД в двухпутном тоннеле. Сооружена из типовых деталей, как и остальные наземные станции Филёвской линии. Во время реконструкции 2017—2018 годов при замене новые боковые стены платформ были частично украшены рисунками с портретами М. И. Кутузова и репродукциями эпизодов с панорамы «Бородинская битва».
В отделке вестибюля использованы керамическая плитка и цветной пластик. Платформа покрыта асфальтом. Архитекторы станции: Ю. П. Зенкевич, Р. И. Погребной.

## Галерея
| - Вид станции - Пути в сторону «Студенческой» |

## Станция в цифрах
Пассажиропоток составляет 21 700 человек в сутки. Пикет ПК55+96.
- Таблица времени прохождения первого поезда через станцию[5]:

| По чётным числам                 | Будние дни    | Выходные дни  |
| По нечётным числам               | Будние дни    | Выходные дни  |
| В сторону станции «Студенческая» | 05:41:00      | 05:43:00      |
| В сторону станции «Студенческая» | 05:40:00      | 05:40:00      |
| В сторону станции «Фили»         | нет остановки | нет остановки |
| В сторону станции «Фили»         | нет остановки | нет остановки |

## Наземный общественный транспорт
На этой станции можно пересесть на следующие маршруты городского пассажирского транспорта:
- Автобусы: м2, м7, 116, 157, 239, 240, 297, 474, н2